# Chillán
Chillán är en stad i Chile och är huvudstaden för regionen Ñuble. Folkmängden uppgick till cirka 164 000 invånare vid folkräkningen 2017. Tillsammans med grannstaden Chillán Viejo har storstadsområdet cirka 190 000 invånare.